# Danilo Tavčar
Danilo Tavčar, slovenski zdravnik patolog, * 12. december 1912, Središče ob Dravi, † 25. december 1987, Ljubljana.

## Življenje in delo
Tavčar je študiral medicino v Ljubljani in Zagrebu in tu 1942 diplomiral ter 1945 opravil specialistični izpit. Doktorsko disertacijo je zagovarjal 1975 na Medicinski fakulteti v Ljubljani. Sprva je delal kot razteleševalec v vojaških bolnišnicah v Zagrebu, Sarajevu in Ljubljani, od 1967 pa na Inštitutu za patologijo na MF v Ljubljani, kjer je bil od 1980 tudi redni profesor. Tavčar se je strokovno izpopolnjeval v ZDA na Univerzi Harvard. Znanstveno in raziskovalno se je ukvarjal s patologijo osrednjega živčevja in opravil pionirsko delo pri razvoju klinične nevrokirurgije v Sloveniji. Objavil je preko 40 znanstvenih in strokovnih člankov in sodeloval pri urejanju medicinske terminologije.